# جورج ویلیس
جورج ویلیس (انگلیسی: George Willis؛ ۱۱ نوامبر ۱۸۲۳ – ۲۹ نوامبر ۱۹۰۰ (۷۷ ساله)) فرد نظامی اهل پادشاهی متحد بریتانیای کبیر و ایرلند بود. وی همچنین برندهٔ جوایزی همچون نشان حمام شده‌است.